# Esperia
Esperia település Olaszországban, Lazio régióban, Frosinone megyében. Lakosainak száma 3549 fő (2023. január 1.). Esperia Campodimele, Castelnuovo Parano, Itri, San Giorgio a Liri, Spigno Saturnia, Ausonia, Pignataro Interamna, Pontecorvo és Formia községekkel határos.

## Népesség
A település lakossága az elmúlt években az alábbi módon változott:
| Lakosok száma | 3796 | 3802 | 3549 |
|               | 2017 | 2018 | 2023 |